# Новоселля (присілок, Струго-Красненський район)
Новоселля (рос. Новоселье) — присілок в Струго-Красненському районі Псковської області Російської Федерації.
Населення становить 46 осіб. Входить до складу муніципального утворення Новосельська волость.

## Історія
Від 2015 року входить до складу муніципального утворення Новосельська волость.

## Населення
| 2001 | 2002 | 2010 | 2011 |
| ---- | ---- | ---- | ---- |
| 65   | ↘52  | ↘26  | ↗46  |